# Catalogue de la bibliothèque d'Alexandrie
Le Catalogue de la bibliothèque d'Alexandrie, ou Pinakes (en grec ancien Πίνακες / Pínakes, littéralement Tableaux), est un index bibliographique et biographique élaboré par le poète et bibliothécaire Callimaque de Cyrène.
Prenant la forme d'une compilation de tableaux (ou pinax) en 120 rouleaux, il répertorie la totalité des œuvres détenues dans la bibliothèque d'Alexandrie dans la première moitié du IIIe siècle av. J.-C. Callimaque n'a pas seulement compilé des données bibliographiques, mais il a établi un catalogue raisonné en proposant une évaluation critique de l'attribution des œuvres. Il montre ainsi aux Ptolémées que leur bibliothèque est plus qu'un lieu d'accumulation, mais un lieu d'érudition et de recherche visant à l'universalité dans tous les domaines de la culture (paideia).
Le catalogue disparaît au cours des premiers siècles de notre ère. Il a néanmoins inspiré de nombreuses œuvres dérivées, telles que le Catalogue des hommes célèbres d'Hésychios de Milet, dont une version abrégée a été intégrée à la Souda. D'autres publications de l'Antiquité, comme les Vies et doctrines des philosophes illustres de Diogène Laërce, reprennent probablement les indications de Callimaque.[réf. nécessaire] Par le biais de cette transmission plurielle, le catalogue aurait influé sur les usages bibliographiques du Moyen Âge et de l'époque moderne.

## Sources antiques
Le catalogue de Callimaque n'a pas été conservé. En raison de son volume imposant (120 rouleaux), il a sans doute été peu copié dans son intégralité en dehors de la bibliothèque d'Alexandrie. Rudolf Blum pointe également un autre facteur défavorable : le catalogue n'aurait pas été significativement actualisé après la mort de Callimaque de Cyrène. Il référence ainsi essentiellement des œuvres antérieures au milieu du IIIe siècle av. J.-C., nombre d'entre elles ayant rapidement disparu par la suite. Des index plus concis et plus actuels (ce qui pouvait intégrer des versions dérivées du catalogue) intéressaient sans doute davantage les successeurs de Callimaque.
En dépit de ces circonstances préjudiciables à sa conservation, le catalogue disparaît assez tardivement, plusieurs siècles après la première destruction de la bibliothèque d'Alexandrie. Il est encore en circulation au IIe siècle : le sophiste Athénée a pu consulter une copie au moins partielle pour rédiger son Banquet des sophistes. Un historien des philosophes antiques du IIIe siècle, Diogène Laërce, cite également l'ouvrage, même s'il ne le connaît peut-être que par des recensions dérivées.
Bien que perdu, le catalogue reste l'ouvrage le plus cité de Callimaque dans l'ensemble de la littérature antique : il est mentionné 27 fois. Trois œuvres concentrent cependant la majorité des citations : le Banquet des sophistes d'Athénée (9 mentions), les Orateurs antiques de Denys d'Halicarnasse (5 mentions) et les Vies et doctrines des philosophes illustres de Diogène Laërce (2 mentions). Huit fragments particulièrement détaillés permettent de préciser la morphologie du catalogue. Callimaque indique ainsi qu'Eudoxe de Cnide étudie la géométrie avec Archytas et la médecine avec Philiston (fg. 429 des œuvres de Callimaque), que l'orateur Denys de Calchis est surnommé Bronze (fg. 430), qu'il classe Prodicos comme orateur (fg. 431), etc.
Par-delà ces mentions explicites, le travail de Callimaque a sans doute servi à établir de nombreuses bibliographies ou biographies pendant l'Antiquité, peut-être par le biais de synthèses ou de catalogues dérivés qui n'ont pas été transmis.

## Élaboration
Les sources antiques disponibles ne permettent pas de retracer avec précision l'élaboration du catalogue. La recherche contemporaine a néanmoins développé une reconstitution vraisemblable à partir de quelques indications.

### La bibliothèque d'Alexandrie
Ayant reçu l'Égypte en partage à la mort d'Alexandre, Ptolémée, un de ses généraux, devenu roi sous le nom de Ptolémée Ier Sôter, s'attacha à faire d'Alexandrie la capitale culturelle du monde hellénistique, à même de supplanter Athènes. Vers 295 av. J.-C., Ptolémée fit construire le Museîon, le « palais des Muses ».
L'institution est entretenue par une communauté de savants, de philosophes et d'écrivains. Les membres du Museîon sont dispensés d'impôts, financés par l'État et logés à proximité, dans un autre quartier du palais de Ptolémée, le Brucheion. Ces subventions généreuses ne constituent pas qu'un acte de mécénat. Elles s'inscrivent dans le cadre d'une politique culturelle d'une grande ampleur : Ptolémée et ses successeurs tentent de légitimer leur royaume auprès du monde hellénistique en érigeant un centre scientifique et intellectuel majeur.
La bibliothèque a pour objectif premier de rassembler dans un même lieu l'ensemble du savoir universel. La constitution du fonds s'opéra essentiellement par achat, mais également par saisie ou ruse : Ptolémée aurait ainsi demandé à tous les navires qui faisaient escale à Alexandrie de permettre que les livres contenus à bord soient recopiés et traduits ; la copie était remise au navire, et l'original conservé par la bibliothèque.
La bibliothèque fut dirigée par des érudits comme Zénodote d’Éphèse, puis Aristophane de Byzance, Aristarque de Samothrace et Apollonios de Rhodes.
Le poète grec Callimaque de Cyrène, qui selon la tradition aurait d'abord été simple grammatikos, enseignant la lecture et l'écriture, fut reçu par Ptolémée II et donna des leçons de poésie au Musée : il eut Apollonios de Rhodes et Aristophane de Byzance comme disciples. Il succède peut-être à Zénodote à la tête de la bibliothèque d'Alexandrie après la mort de celui-ci.[réf. nécessaire]

### L'index de Zénodote
Callimaque s'est probablement appuyé sur les travaux de son prédécesseur à la tête de la bibliothèque d'Alexandrie, Zénodote. Callimaque ne commence à travailler à la bibliothèque à la fin de la décennie -280 av. J-C, soit quelques années après la création de l'institution par Ptolémée Ier. Le classement et l'accès à une masse d'exemplaires rapidement considérable nécessitent la mise en place de dispositifs d'indexation.
Dans un premier temps, Zénodote et ses assistants mettent en place un système élaboré de métadonnées. Ils étiquètent chaque rouleau, sans les consulter en détail ; ils indiquent le nom de l'œuvre et de l'auteur lorsqu'ils sont connus ou, à défaut, attribuent un titre généralement composé des premiers mots du texte. Les rouleaux sont ensuite rangés dans la bibliothèque selon un double classement. Le genre du texte détermine d'abord l'appartenance à une classe prédéterminée, correspondant à un rayon de la bibliothèque : poésie épique, histoire, philosophie, rhétorique. Au sein des rayons, les rouleaux sont classés selon un ordre alphabétique limité : il s'arrête à la première lettre de chaque titre ; la Poétique d'Aristote aurait ainsi été disposée après sa Métaphysique, mais pas nécessairement avant ses Politiques. Rudolf Blum justifie cette limitation par les contraintes propres au rangement des rouleaux de papyrus : l'empilement dans les rayonnages n'est pas stable et ne permet pas d'organiser un classement alphabétique complet.
Ces indications seraient ensuite reportées dans un premier catalogue : le catalogue ou inventaire des exemplaires. Ce document hypothétique n'a qu'une visée utilitaire. Il n'apporte pas d'indications contextuelles sur l'œuvre et n'émet pas de jugement son attribution. L'existence de ce premier catalogue (qui n'est jamais mentionné dans l'antiquité) a été discutée. Selon Rudolf Blum, il paraît peu vraisemblable d'imaginer que la bibliothèque d'Alexandrie ne comporte aucun index avant l'arrivée de Callimaque. Callimaque aurait collaboré avec Zénodote à la rédaction de l'inventaire. Les limites de cette recension (notamment l'impossibilité de déterminer l'attribution) motiveraient ensuite la constitution des Pinakes.

### L'écriture du catalogue
Callimaque commence sans doute rapidement à rédiger son catalogue : cette tâche immense représente le travail d'une vie. Deux autres catalogues ont peut-être fait office de travaux préparatoires : une liste des auteurs dramatiques athéniens et une bibliographie des œuvres du philosophe Démocrite d'Abdère. La première liste s'inspirerait d'une œuvre perdue d'Aristote, les Didaskalai, qui recense les pièces représentées à chaque festival dramatique d'Athènes. L'approche de Callimaque est différente. Il introduit un classement par auteur et non un classement par festival : « on réclamait plus souvent quelles pièces d'un auteur avaient été représentées au fil du temps, plutôt que les pièces mises en scène par un festival en particulier par des poètes variés ». La reprise partielle de l'ordre des Didaskalai suggère une rédaction antérieure au catalogue de la bibliothèque, autrement Callimaque aurait pu se contenter de reporter ses fiches. La bibliographie de Démocrite constitue une œuvre composite, associant une bibliographie et un glossaire. Le développement d'une liste raisonnée annonce la portée critique du catalogue.

## Description
D'après la Souda, le catalogue de Callimaque porte pour titre complet : Les Tableaux (Pinakes) ou liste de tous ceux qui se sont distingués dans toutes les branches du savoir et leurs écrits. L'authenticité de cet titre reste incertaine.
Le catalogue est composé de tableaux ou Pinax. À chaque auteur correspond une fiche répertoriant les œuvres conservées dans la bibliothèque d'Alexandrie et plusieurs indications biographiques.
Callimaque développe une schéma documentaire récurrent (ou classification), en partie déterminé par des pratiques documentaires de la bibliothèque d'Alexandrie. Tout auteur est ainsi rangé dans une classe, correspondant à un rayon, voire à une sous-service de la bibliothèque. D'après les fragments du catalogue, Callimaque recourait aux classes suivantes : poète épique, poète mélique, poète tragique, poète comique, historien, philosophe, orateur, législateur, astronome… Ce système par catégorie se différencie des répertoires précédents qui étaient chronologiques (répertoire de l'école aristotélicienne par exemple). Les documents sont classés par proximité spatiale et non plus par énumération temporelle. Le catalogue devient ainsi une œuvre originale et encyclopédique, dotée d'une valeur ajoutée indépendante de la collection qu'elle référence.
À partir de cette structure prédéfinie, Callimaque introduit de nombreuses innovations. Il crée un système sophistiqué de catégories biographiques, comprenant généralement le nom du père, le lieu de naissance, les maîtres ou, plus occasionnellement, les surnoms. Ces entrées récurrentes s'inscrivent dans un vaste projet de clarification des attributions. Elles évitent de confondre deux auteurs portant le même nom. Elles inscrivent l'auteur dans un certain contexte d'écriture, ce qui facilite ensuite l'identification des œuvres apocryphes.
La fiche comporte enfin une bibliographie raisonnée. Callimaque reporte le titre de l'œuvre, son début, le nombre de rouleaux et le nombre approximatif de lignes (ou stichoi). À ces indications s'ajoutent des développements sur leur attribution. Callimaque ne fait pas seulement état de son propre jugement, mais recense également les commentaires de ses collègues. Chaque entrée de cette bibliographie s'apparente ainsi à une édition critique en miniature, résumant l'état de l'art de la recherche philologique.
En l'absence de copie conservée, l'arrangement de ces éléments reste inconnu. On ne sait pas comment les catégories, les classes, la bibliographie et les commentaires critiques étaient agencés ni comment les diverses fiches étaient distinguées au sein du rouleau. Une liste bibliographique retrouvée à Rhodes apporte quelques éclaircissements. Tout en étant beaucoup moins ambitieuse et exhaustive que le catalogue de Callimaque, elle s'inspire peut-être de son dispositif sémiotique. L'intensité des échanges commerciaux et intellectuels entre Rhodes et Alexandrie au cours de la période hellénistique plaide en effet en faveur d'une influence directe. La liste de Rhodes assigne chaque œuvre à un auteur ; les titres des œuvres sont indentés sur la droite par rapport aux noms des auteurs ; le nombre de volumes est précisé dans une colonne à part tout à droite.

## Postérité
Le rayonnement du catalogue est considérable. Il constitue tout au long de l'Antiquité une référence absolue de la littérature bibliographique et s'impose comme un outil de travail privilégié de l'histoire des sciences et des mouvements intellectuels.
Il suscite rapidement des imitateurs. Au début du IIe siècle av. J.-C., le bibliothécaire et grammairien Aristophane de Byzance tente d'élaborer une version améliorée et actualisée. La bibliothèque de Pergame s'en est vraisemblablement inspirée pour rédiger son propre catalogue. Les doxographies du IIe siècle av. J.-C. présentent des similitudes directes avec le schéma documentaire de Callimaque : « Elles listaient : le nom, la classe de l'auteur, le lieu de naissance, la famille, les professeurs, les périodes de floruit, les contemporains, le lieu d'activité, les événements non usuels, les inventions (innovations), les caractères, la mort, l'âge et les œuvres ». Or, ces productions constituent la matière première des Vies et doctrines des philosophes illustres de Diogène Laërce.
Paradoxalement, tout en ne nous étant pas parvenu, le catalogue semble avoir déterminé la transmission de certaines œuvres de l'Antiquité. Il contribue à populariser le classement alphabétique limité élaboré par Zénodote. Ce classement explique la conservation de plusieurs œuvres jugées secondaires par les contemporains : dix pièces d'Euripide issues d'un corpus quasi-intégral ordonné alphabétiquement ont ainsi pu subsister.